# フェリペ・ポーリーノ
フェリーペ・アドルフォ・アルベルティン・ポーリーノ・デル・ギディース（Felipe Adolfo Albertin Paulino Del Guidice , 1983年10月5日 - ）は、ドミニカ共和国・サントドミンゴ出身、ベネズエラ・ミランダ州育ちの元プロ野球選手（投手）。右投右打。

## 経歴

### プロ入り前
ドミニカ共和国サントドミンゴに生まれるが、生後数か月でベネズエラに渡り、2歳の頃に母親と共にベネズエラのミランダ州ロス・テケスに正式に移住。

### アストロズ時代
2001年7月2日にヒューストン・アストロズと契約。
2003年に渡米し、ルーキー級マーティンズビル・アストロズで16試合に登板。2勝2敗1セーブ、防御率5.61だった。
2004年はルーキー級グリーンズビル・アストロズで10試合に登板し、1勝3敗、防御率7.59だった。
2005年はA-級トリシティ・バレーキャッツで13試合に登板し、2勝2敗1セーブ、防御率3.82だった。8月にA級レキシントン・レジェンズへ昇格。A級では7試合に登板し、1勝1敗、防御率1.85だった。オフの11月18日にアストロズとメジャー契約を結び、40人枠入りした。
2006年2月21日にアストロズと1年契約に合意。3月19日にAAA級ラウンドロック・エクスプレスへ異動した。この年はA+級セイラム・アバランチで27試合に登板し、9勝7敗、防御率4.35だった。
2007年3月1日にアストロズと38万ドルの1年契約に合意。3月12日にAAA級ラウンドロックへ異動した。開幕をAA級コーパスクリスティ・フックスで迎え、22試合に登板。6勝9敗、防御率3.62だった。9月4日にメジャーへ昇格し、9月5日のミルウォーキー・ブルワーズ戦でメジャーデビュー。7点ビハインドの4回裏から登板し、3回を投げ6安打（3本塁打）5失点2四球だった。3度目の登板となった9月18日のブルワーズ戦では先発として初めて起用されたが、4回を5安打5失点と打ち込まれ、メジャー初黒星を喫した。9月25日のシンシナティ・レッズ戦では、5回を投げ8安打5失点と再び打ち込まれたが、8点の援護でメジャー初勝利を挙げた。この年は5試合に登板し、2勝1敗、防御率7.11だった。
2008年2月27日にアストロズと1年契約に合意。3月19日に右上腕神経痛で15日間の故障者リスト入りした。8月5日にAAA級ラウンドロックで復帰したが、1試合の登板にとどまった。
2009年2月21日にアストロズと1年契約に合意。3月17日にAAA級ラウンドロックへ異動し、開幕をAAA級で迎えた。AAA級では2試合の登板で、1勝0敗、防御率0.75と好投し、4月18日にメジャーへ昇格。シーズン初登板となった4月19日のレッズ戦では6回を無失点に抑えたものの、その後2試合連続で敗戦投手となり、5月からリリーフに転向。しかし3試合連続で失点したため、5月12日のコロラド・ロッキーズ戦から先発に復帰した。先発再転向後は7試合に登板したが、防御率7.59と振るわず、7月13日にAAA級へ降格した。8月4日に再昇格。しかし同日のサンフランシスコ・ジャイアンツ戦で4.1回を9安打5失点と結果を残せず、8月8日にAAA級へ降格。8月18日にマイク・ハンプトンが故障者リスト入りしたため、リリーフとして再昇格し、9月から先発に復帰したが、5連敗を喫した。この年は23試合に登板し、3勝11敗、防御率6.27だった。
2010年は開幕ローテーションに加わったが、シーズン2試合目の登板となった4月16日から6連敗を記録し、その後も勝ち星に恵まれず、11試合目の登板となった6月4日のシカゴ・カブス戦でようやくシーズン初勝利を挙げた。6月24日に右肩の故障で15日間の故障者リスト入りし、7月31日に60日間の故障者リストへ異動。9月12日に復帰し、リリーフとして5試合に登板した。この年は19試合に登板し、1勝9敗、防御率5.11だった。

### ロッキーズ時代
2010年11月18日にクリント・バームスとのトレードでコロラド・ロッキーズへ移籍した。
2011年1月18日にロッキーズと79万ドルの1年契約に合意。開幕後はリリーフとして18試合に登板したが、0勝4敗、防御率7.36と結果を残せず、5月21日にDFAとなった。

### ロイヤルズ時代

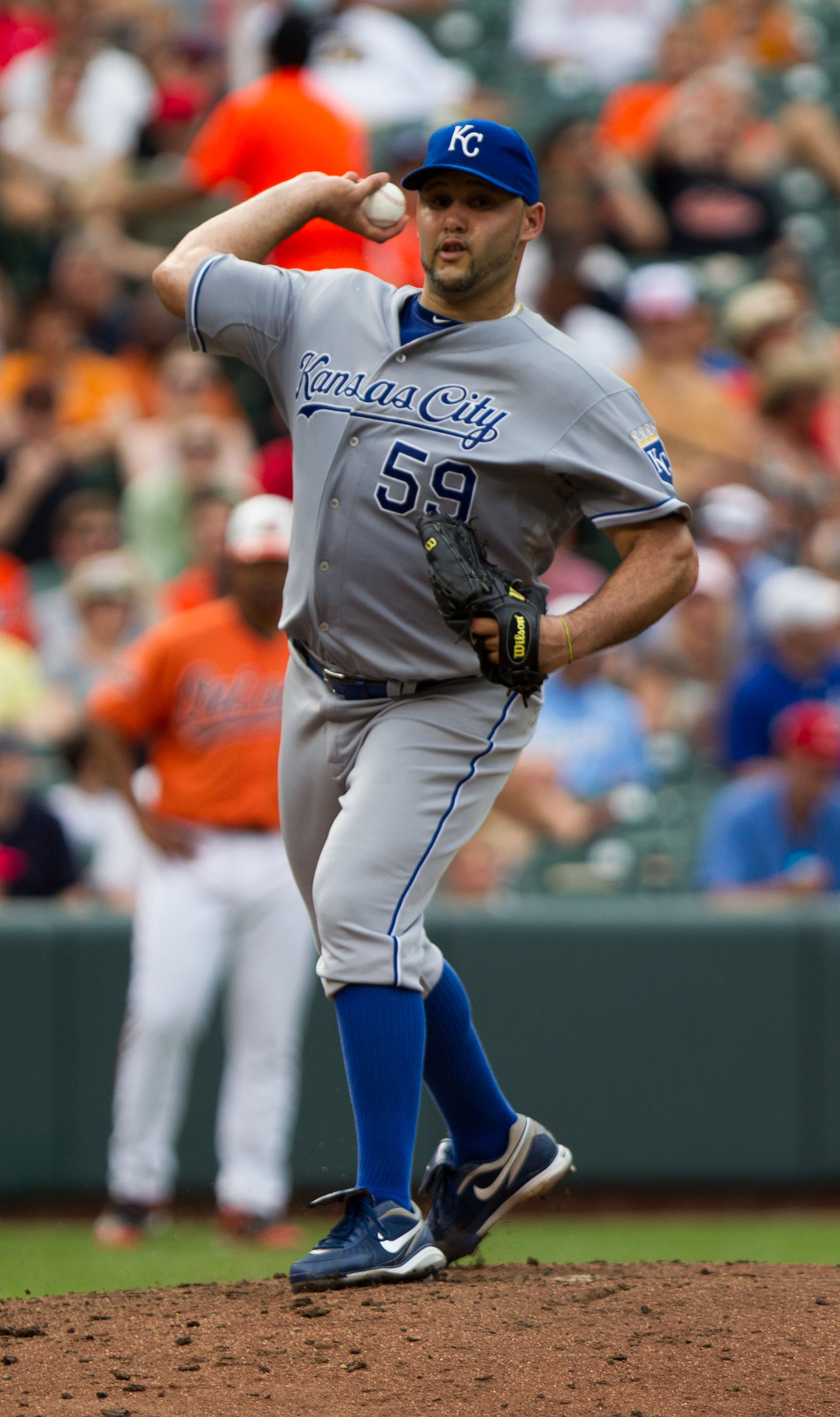
カンザスシティ・ロイヤルズ時代
（2012年5月26日）

2011年5月26日に金銭トレードでカンザスシティ・ロイヤルズへ移籍した。移籍後初登板となった5月27日のテキサス・レンジャーズ戦では、4.1回のロングリリーフを任されたが、1安打無失点に抑え、6月から先発に復帰。シーズン終了までローテーションを守った。ロイヤルズでは21試合に登板し、4勝6敗、防御率4.11だった。
2012年1月17日にロイヤルズと190万ドルの1年契約に合意。4月4日に右肘の故障で15日間の故障者リスト入りした。5月5日に復帰し、シーズン初登板となった同日のニューヨーク・ヤンキース戦では、6回を4安打無失点6奪三振に抑え、良いスタートを切ったが、6月6日に行われたミネソタ・ツインズ戦の1回表2死の場面で、右肘の痛みを訴え降板。6月9日に15日間の故障者リスト入りし、7月3日にトミー・ジョン手術を受け、7月15日に60日間の故障者リストへ異動。そのままシーズンを終えた。この年は7試合に登板し、3勝1敗、防御率1.67だった。オフの11月29日にロイヤルズと175万ドル+出来高の1年契約を結んだ。
2013年2月12日に前年の手術の影響で、60日間の故障者リスト入りした。6月にAA級ノースウエストアーカンソー・ナチュラルズでリハビリを開始し、8月にAAA級オマハ・ストームチェイサーズへ昇格。AAA級では5試合に登板したが、0勝3敗、防御率8.24と結果を残せず、9月10日に右肩の手術を行い、そのままシーズンを終了した。11月20日にDFAとなり、同日にマイナー契約を拒否したため、FAとなった。

### ホワイトソックス時代
2013年12月9日にシカゴ・ホワイトソックスと150万ドルの1年契約（2015年・400万ドルの球団オプション付き）を結んだ。
2014年は開幕ローテーションに加わったが、4月19日に右回旋筋腱板の故障で15日間の故障者リスト入りし、5月にリハビリのためAAA級シャーロット・ナイツで5試合に登板したが、肩の状況は悪化し、7月20日に60日間の故障者リストへ異動。結局シーズン中に復帰することはできず、この年は4試合の登板にとどまり、0勝2敗、防御率11.29だった。オフの10月30日にホワイトソックスが400万ドルの球団オプションを破棄したため、FAとなった。

### カブス傘下時代

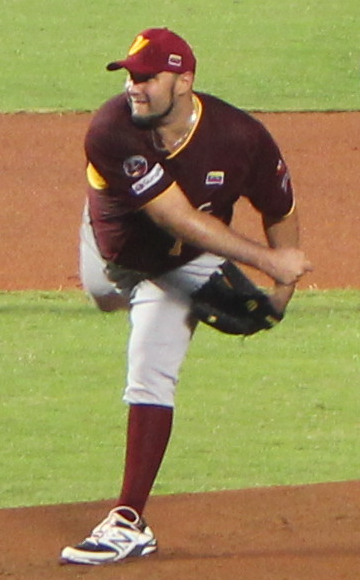
第1回WBSCプレミア12ベネズエラ代表
2015年11月7日

2015年1月29日にボストン・レッドソックスとマイナー契約を結ぶが、3月31日に放出され、5月3日にシカゴ・カブスとマイナー契約を結んだ。11月には第1回WBSCプレミア12のベネズエラ代表に選出された。オフにFAとなった。

### インディアンス傘下時代
2015年12月1日にクリーブランド・インディアンスとマイナー契約を結んだ。
2016年5月20日、埼玉西武ライオンズとの入団交渉が合意に至ったため、インディアンスは保有権を放棄し、解雇とした。

### 西武時代
2016年5月29日に埼玉西武ライオンズとの契約合意が発表され、31日付で支配下選手登録された。同日に入団会見が行われ、背番号は4に決まった。
6月18日に出場選手登録され、同日の対東京ヤクルトスワローズ戦に9番・投手で来日初出場・初先発し、5回を投げ被安打4、奪三振2、与四球1、失点2（自責点0）で勝敗はつかなかった。また、2回に初打席に立ち、結果は見逃し三振だった。8月20日の対千葉ロッテマリーンズ戦では、6回表に2番手で登板。救援としてマウンドに上がるのは来日後初であった。ただ、0回1/3を投げ3失点と打ち込まれ、翌21日に出場選手登録を抹消されると以後一軍の試合に登板することはなかった。
11月1日、ウェイバー公示の手続きがなされたことが発表された。しかし譲渡を希望する球団は無く、11月8日に自由契約公示がなされた。

### 西武退団後
2017年3月29日に独立リーグ・アトランティックリーグのシュガーランド・スキーターズと契約。5月26日にメキシカンリーグのサルティーヨ・サラペメーカーズへ移籍するが、7月25日に解雇となる。7月30日にシュガーランド・スキーターズに復帰。
2018年もシュガーランド・スキーターズに所属し、チームのクローザーを務めた。
2019年シーズンも抑えとしてシーズンを過ごしていた。6月17日にヒューストン・アストロズとマイナー契約を結び、AAA級ラウンドロック・エクスプレスに配属された。8月29日にアストロズとの契約を解除しシュガーランド・スキーターズに復帰した。2020年限りで退団。

## 選手としての特徴
- 2013年に肩を故障するまでは93～98mph（約149.7～157.7km/h）の速球を計測していたが、以降は平均で93mphにまで球速が低下した。フォーシームと平均86.5mph（約139.1km/h）のスライダーを主体とした速球派で、他にはツーシーム、カーブ、チェンジアップを投げる[46]。制球力と球威はメジャー平均レベルを大きく下回っており、ストライク率も大半の球種で60％以下となっている[47]。
- 西武入団時の体重122kgは、当時のNPB所属の投手では最重量[48]。アメリカでは「ジャンボ」というニックネームをつけられていた[49]。

## 詳細情報

### 年度別投手成績
| 年 度    | 球 団    | 登 板 | 先 発 | 完 投 | 完 封 | 無 四 球 | 勝 利 | 敗 戦 | セ 丨 ブ | ホ 丨 ル ド | 勝 率 | 打 者 | 投 球 回 | 被 安 打 | 被 本 塁 打 | 与 四 球 | 敬 遠 | 与 死 球 | 奪 三 振 | 暴 投 | ボ 丨 ク | 失 点 | 自 責 点 | 防 御 率 | W H I P |
| -------- | -------- | ----- | ----- | ----- | ----- | -------- | ----- | ----- | -------- | ----------- | ----- | ----- | -------- | -------- | ----------- | -------- | ----- | -------- | -------- | ----- | -------- | ----- | -------- | -------- | ------- |
| 2007     | HOU      | 5     | 3     | 0     | 0     | 0        | 2     | 1     | 0        | 1           | .667  | 85    | 19.0     | 22       | 5           | 7        | 1     | 0        | 11       | 1     | 0        | 15    | 15       | 7.11     | 1.53    |
| 2009     | HOU      | 23    | 17    | 0     | 0     | 0        | 3     | 11    | 0        | 0           | .214  | 448   | 97.2     | 126      | 20          | 37       | 2     | 4        | 93       | 5     | 0        | 73    | 68       | 6.27     | 1.67    |
| 2010     | HOU      | 19    | 14    | 0     | 0     | 0        | 1     | 9     | 0        | 1           | .100  | 411   | 91.2     | 95       | 4           | 46       | 4     | 3        | 83       | 6     | 1        | 63    | 52       | 5.11     | 1.54    |
| 2011     | COL      | 18    | 0     | 0     | 0     | 0        | 0     | 4     | 0        | 2           | .000  | 68    | 14.2     | 23       | 3           | 7        | 0     | 0        | 14       | 1     | 0        | 12    | 12       | 7.36     | 2.05    |
| 2011     | KC       | 21    | 20    | 0     | 0     | 0        | 4     | 6     | 0        | 0           | .400  | 531   | 124.2    | 123      | 10          | 48       | 2     | 8        | 119      | 6     | 1        | 62    | 57       | 4.11     | 1.37    |
| '11計    | KC       | 39    | 20    | 0     | 0     | 0        | 4     | 10    | 0        | 2           | .286  | 599   | 139.1    | 146      | 13          | 55       | 2     | 8        | 133      | 7     | 1        | 74    | 69       | 4.46     | 1.44    |
| 2012     | KC       | 7     | 7     | 0     | 0     | 0        | 3     | 1     | 0        | 0           | .750  | 156   | 37.2     | 31       | 3           | 15       | 0     | 0        | 39       | 1     | 0        | 8     | 7        | 1.67     | 1.22    |
| 2014     | CWS      | 4     | 4     | 0     | 0     | 0        | 0     | 2     | 0        | 0           | .000  | 103   | 18.1     | 35       | 6           | 12       | 1     | 1        | 14       | 2     | 0        | 24    | 23       | 11.29    | 2.56    |
| 2016     | 西武     | 9     | 8     | 0     | 0     | 0        | 0     | 6     | 0        | 0           | .000  | 203   | 44.0     | 44       | 3           | 25       | -     | 2        | 32       | 4     | 0        | 31    | 23       | 4.70     | 1.57    |
| MLB：6年 | MLB：6年 | 97    | 65    | 0     | 0     | 0        | 13    | 34    | 0        | 4           | .277  | 1802  | 403.2    | 455      | 51          | 172      | 10    | 16       | 373      | 22    | 2        | 257   | 234      | 5.22     | 1.55    |
| NPB：1年 | NPB：1年 | 9     | 8     | 0     | 0     | 0        | 0     | 6     | 0        | 0           | .000  | 203   | 44.0     | 44       | 3           | 25       | -     | 2        | 32       | 4     | 0        | 31    | 23       | 4.70     | 1.57    |

- 2019年度シーズン終了時

### 年度別守備成績
| 年 度 | 球 団 | 投手（P） | 投手（P） | 投手（P） | 投手（P） | 投手（P） | 投手（P） |
| 年 度 | 球 団 | 試 合     | 刺 殺     | 補 殺     | 失 策     | 併 殺     | 守 備 率  |
| ----- | ----- | --------- | --------- | --------- | --------- | --------- | --------- |
| 2007  | HOU   | 5         | 4         | 1         | 0         | 0         | 1.000     |
| 2009  | HOU   | 23        | 3         | 13        | 0         | 0         | 1.000     |
| 2010  | HOU   | 19        | 6         | 10        | 2         | 1         | .889      |
| 2011  | COL   | 18        | 0         | 1         | 0         | 0         | 1.000     |
| 2011  | KC    | 21        | 8         | 18        | 3         | 3         | .897      |
| '11計 | KC    | 39        | 8         | 19        | 3         | 3         | .900      |
| 2012  | KC    | 7         | 3         | 6         | 0         | 0         | 1.000     |
| 2013  | CWS   | 4         | 1         | 0         | 0         | 0         | 1.000     |
| MLB   | MLB   | 97        | 25        | 49        | 5         | 4         | .937      |

- 2019年度シーズン終了時

### 記録
NPB投手記録
- 初登板・初先発登板：2016年6月18日、対東京ヤクルトスワローズ2回戦（明治神宮野球場）、5回2失点（自責点0）で勝敗つかず
- 初奪三振：同上、2回裏に山田哲人から空振り三振

NPB打撃記録
- 初打席：2016年6月18日、対東京ヤクルトスワローズ2回戦（明治神宮野球場）、2回表にカイル・デイビーズから見逃し三振

### 背番号
- 55 (2007年 - 同年途中、2011年 - 同年途中、2014年)
- 52 (2007年途中 - 2010年)
- 39 (2011年途中 - 同年途中)
- 59 (2011年途中 - 2012年)
- 4 (2016年)

### 代表歴
- 2015 WBSCプレミア12 ベネズエラ代表